# Schornweisach

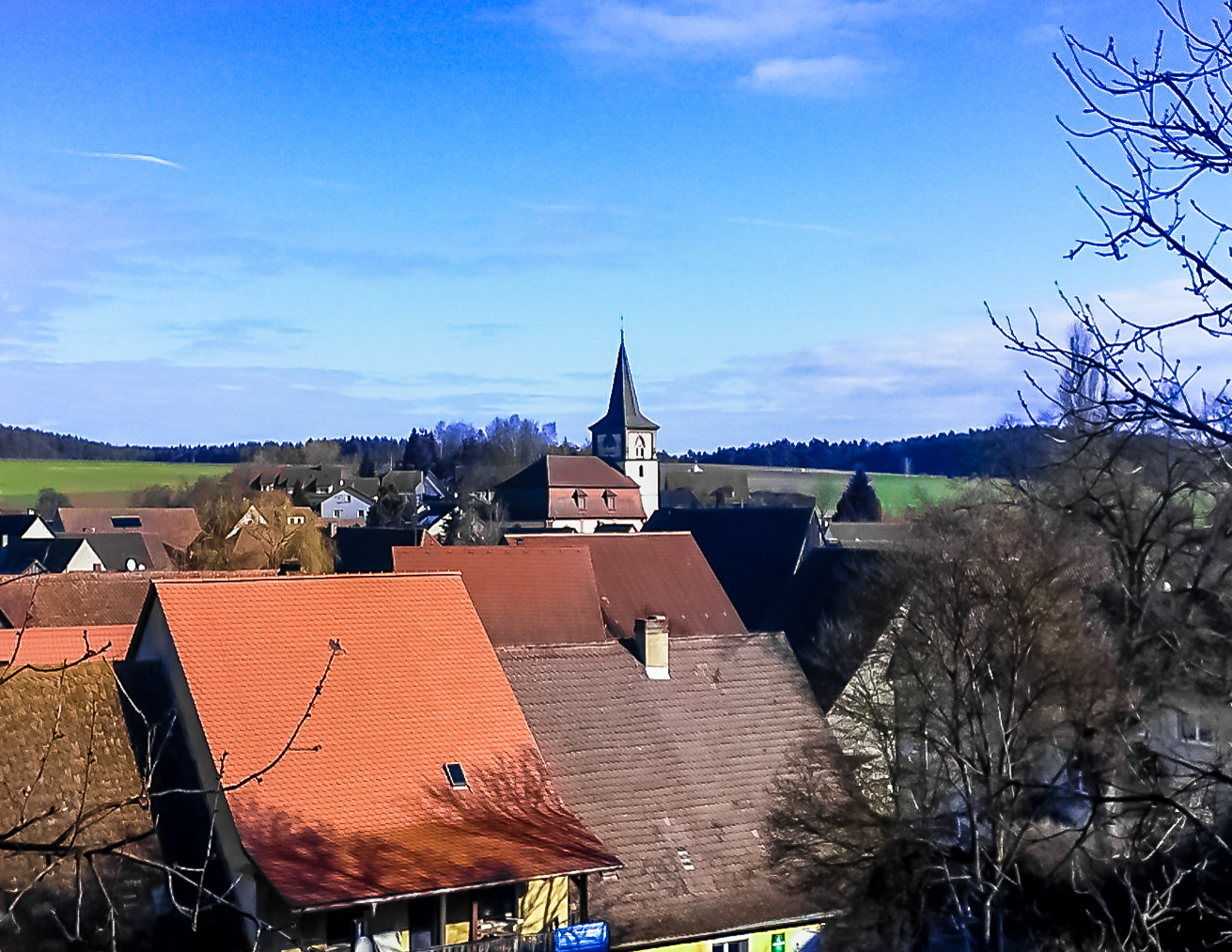
Schornweisach, Februar 2014

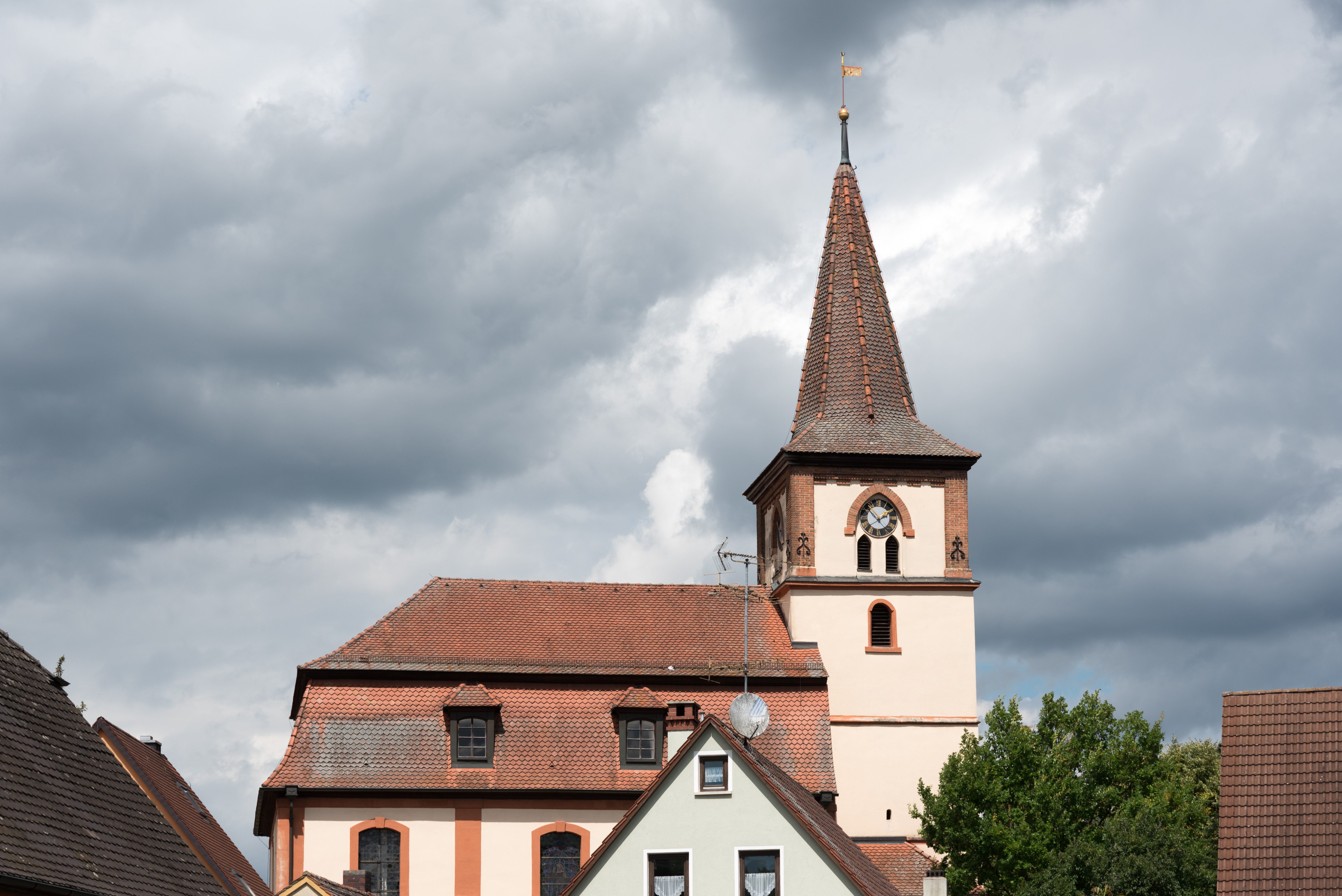
St. Roswinda

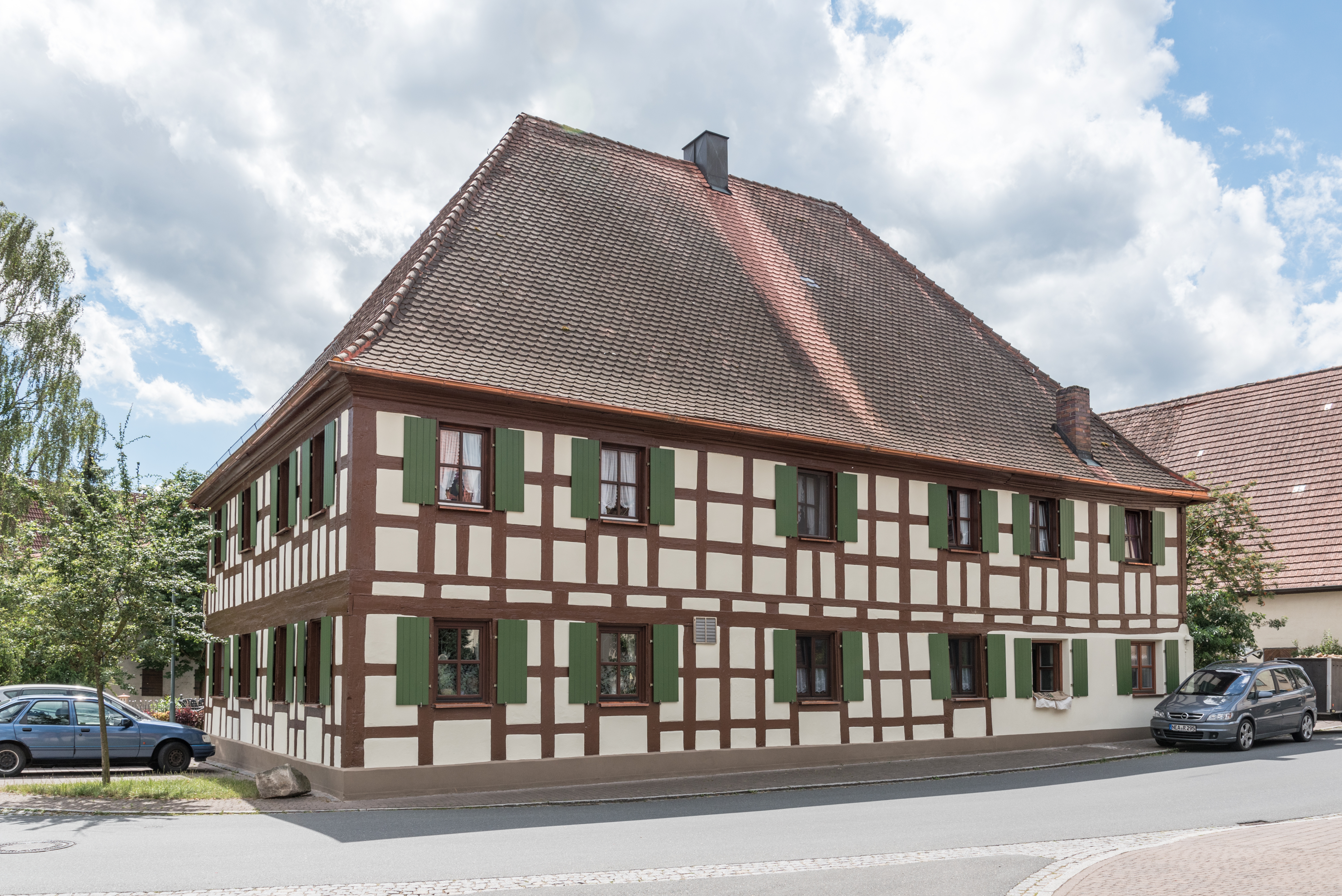
Haus Nr. 91: Gasthaus

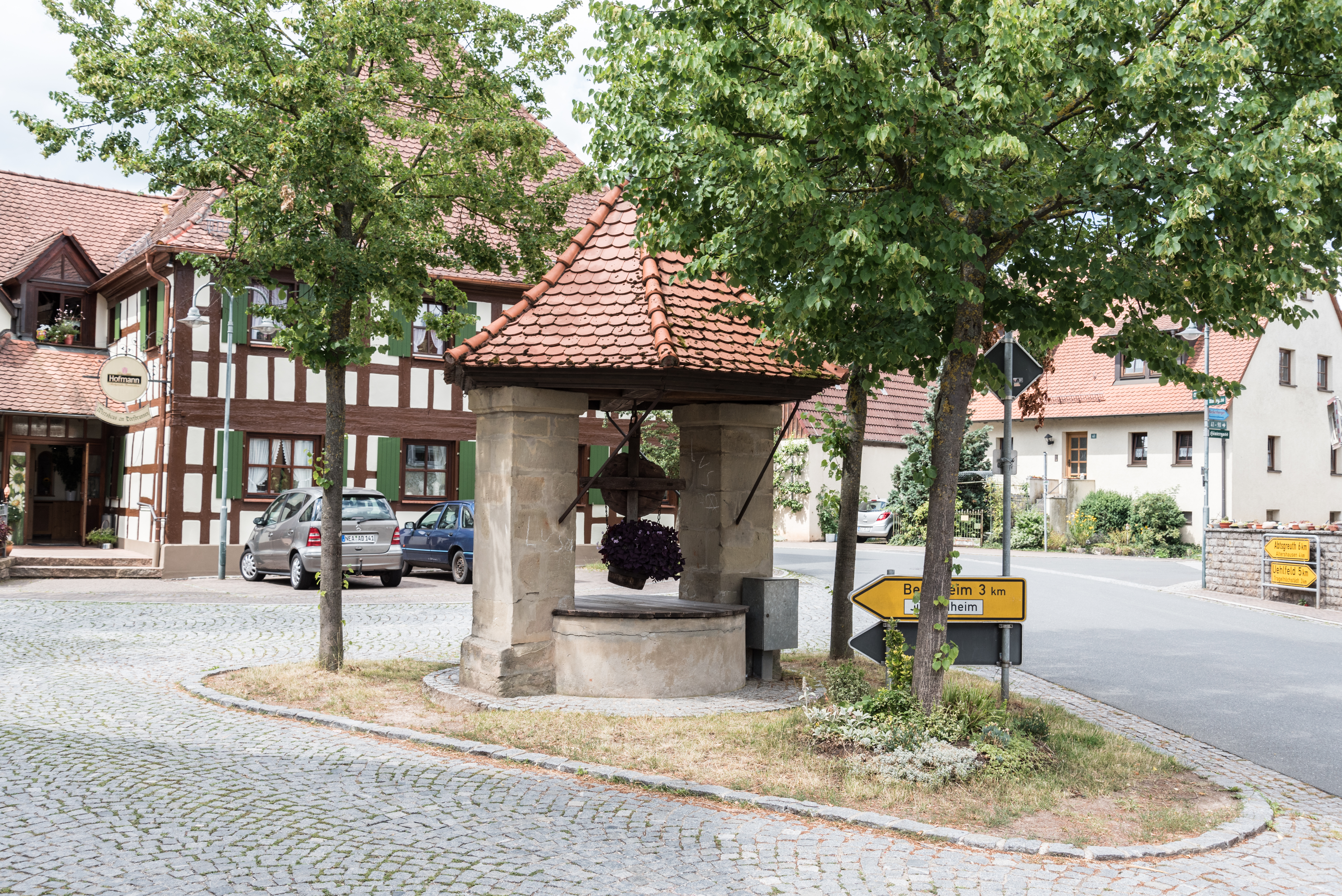
Dorfbrunnen

Schornweisach ist ein Gemeindeteil des Marktes Uehlfeld im Landkreis Neustadt an der Aisch-Bad Windsheim (Mittelfranken, Bayern). Die Gemarkung Schornweisach hat eine Fläche von 9,146 km². Sie ist in 1158 Flurstücke aufgeteilt, die eine durchschnittliche Fläche von 7898,47 m² haben. In ihr liegen neben dem namensgebenden Ort die Gemeindeteile Eselsmühle, Hohenmühle und Wallmershof.

## Geographie
Das Pfarrdorf liegt an der Weisach. 0,5 km nördlich erhebt sich der Eichholzberg (357 m ü. NHN), dahinter liegt das Waldgebiet In den Stuben. 1,25 km östlich liegt das Waldgebiet Steinlohe. Im Südwesten liegen die Flurgebiete Dollbach und Gründlein.
Die Kreisstraße NEA 12/ERH 19 führt nach Vestenbergsgreuth (2,3 km nördlich) bzw. nach Bergtheim (2,5 km südlich). Die Kreisstraße NEA 1 führt an der Hohenmühle vorbei nach Altershausen (3,8 km westlich) bzw. an der Eselsmühle vorbei nach Tragelhöchstädt (2,5 km östlich). Eine Gemeindeverbindungsstraße führt nach Rauschenberg zur Kreisstraße NEA 14 (1,7 km südöstlich).

## Geschichte
Der Ortsname enthält den Gewässernamen Weisach und das Wort „Schor“ (mhd. für Spaten). Der Spaten verweist auf den umgegrabenem Grund in der Weisach. 1393 wurde im Ort die erste Kapelle errichtet. Im 14./15. Jahrhundert wurde an ihrer Stelle die St. Roswindakirche errichtet. Im Dreißigjährigen Krieg wurde Schornweisach 1635 überfallen.
Am 10. Dezember 1700 verpfändete der Bayreuther Markgraf Schornweisach, zusammen mit Gutenstetten, Münchsteinach und Baudenbach, an den Würzburger Fürstbischof (Eine Wiedereinlösung erfolgte 1732 mit 280.000 Gulden). Gegen Ende des 18. Jahrhunderts gab es in Schornweisach 65 Anwesen und 1 Gemeindehirtenhaus. Das Hochgericht übte das brandenburg-bayreuthische Stadtvogteiamt Neustadt an der Aisch, das Kasten- und Jurisdiktionsamt Dachsbach und das Centamt Höchstadt des Hochstifts Bamberg jedes auf seinen Gütern aus. Die Dorf- und Gemeindeherrschaft wurde von den drei Ämtern gemeinsam ausgeübt. Grundherren waren das Rittergut Rockenbach (25 Anwesen: 6 Güter, 3 Gütlein, 16 Tropfhäuser), das Oberamt Höchstadt (16 Anwesen: 5 Sölden, 2 Söldenhäuser, 9 Tropfhäuser), das Fürstentum Bayreuth (19 Anwesen; Kasten- und Jurisdiktionsamt Dachsbach: Pfarrhaus, Pfarrkirche, Ziegelei; Klosteramt Birkenfeld: 1 Gut; Klosteramt Münchsteinach: 3 Höfe, 6 Sölden, 5 Häuser, 1 Mühle), die Pfarrei Gutenstetten (1 Gut), die Pfarrei Schornweisach (1 Sölde) und die Frühmesse Reinhardshofen (3 Güter, 1 Häuslein).
Von 1797 bis 1810 unterstand der Ort dem Justizamt Dachsbach und Kammeramt Neustadt. Im Jahre 1810 kam Schornweisach an das Königreich Bayern. Im Rahmen des Gemeindeedikts wurde 1811 der Steuerdistrikt Schornweisach gebildet, zu dem Altershausen, Eselsmühle, Fallmeisterei, Hohenmühle, Neuebersbach, Pirkachshof, Schneidmühle und Wallmershof gehörten. 1813 entstand die Ruralgemeinde Schornweisach, die deckungsgleich mit dem Steuerdistrikt war. Mit dem Zweiten Gemeindeedikt (1818) wurden daraus drei Ruralgemeinden gebildet:
- Ruralgemeinde Altershausen mit Schneidmühle;
- Ruralgemeinde Neuebersbach mit Pirkachshof;
- Ruralgemeinde Schornweisach mit Eselsmühle, Fallmeisterei, Hohenmühle und Wallmershof.[11][12]

Die Ruralgemeinde Schornweisach war in Verwaltung und Gerichtsbarkeit dem Landgericht Neustadt an der Aisch zugeordnet und in der Finanzverwaltung dem Rentamt Neustadt an der Aisch (1919 in Finanzamt Neustadt an der Aisch umbenannt, seit 1972 Finanzamt Uffenheim). 27 Anwesen unterstanden bis 1848 in der freiwilligen Gerichtsbarkeit dem Patrimonialgericht Rockenbach. Ab 1862 gehörte Schornweisach zum Bezirksamt Neustadt an der Aisch (1939 in Landkreis Neustadt an der Aisch umbenannt). Die Gerichtsbarkeit blieb beim Landgericht Neustadt an der Aisch (1879 in das Amtsgericht Neustadt an der Aisch umgewandelt). Die Gemeinde hatte 1964 eine Gebietsfläche von 9,140 km².
Im Jahre 1858 wurde gegen den Willen der Schornweisacher Brauer ihr Biertaxbezirk dem Taxbezirk Neustadt angeschlossen.
Zur Zeit des Nationalsozialismus war es insbesondere der Schornweisacher Lehrer und Neustädter Kreisleiter Otto Roth (1900–1932) der vor allem ab 1932 im Ort, aber auch bei Veranstaltungen im ganzen Landkreis Propaganda für die NSDAP und die nationalsozialistische Ideologie betrieb und 1932 bayerischer Landtagsabgeordneter wurde.
Am 1. Januar 1978 wurde Schornweisach im Zuge der Gebietsreform in Bayern in den Markt Uehlfeld eingegliedert.

### Baudenkmäler
In Schornweisach gibt es sieben Baudenkmäler:
- Haus Nr. 3a: Chorturmkirche St. Roswinda von 1748
- Haus Nr. 45: Wohnhaus
- Haus Nr. 91: Gasthaus
- Haus Nr. 157: Zwei Steinkreuze
- Haus Nr. 173: Doppelhaus
- Haus Nr. 210: Alte Scheune
- Dorfbrunnen

### Bodendenkmäler
In der Gemarkung Schornweisach gibt es fünf Bodendenkmal.

### Einwohnerentwicklung
Gemeinde Schornweisach
| Jahr      | 1818   | 1840   | 1852   | 1855   | 1861   | 1867   | 1871   | 1875   | 1880   | 1885   | 1890   | 1895   | 1900   | 1905   | 1910   | 1919   | 1925   | 1933   | 1939   | 1946   | 1950   | 1952   | 1961   | 1970   |
| Einwohner | 529    | 711    | 671    | 634    | 616    | 628    | 640    | 655    | 643    | 588    | 503    | 517    | 465    | 484    | 483    | 484    | 471    | 468    | 453    | 559    | 543    | 479    | 477    | 416    |
| Häuser    | 92     | 109    |        |        |        |        | 98     |        |        | 104    | 107    |        | 101    |        |        |        | 97     |        |        |        | 95     |        | 96     |        |
| Quelle    | [ 21 ] | [ 22 ] | [ 23 ] | [ 23 ] | [ 24 ] | [ 25 ] | [ 26 ] | [ 27 ] | [ 28 ] | [ 29 ] | [ 30 ] | [ 23 ] | [ 31 ] | [ 23 ] | [ 32 ] | [ 23 ] | [ 33 ] | [ 23 ] | [ 23 ] | [ 23 ] | [ 34 ] | [ 23 ] | [ 14 ] | [ 35 ] |

Ort Schornweisach
| Jahr      | 001818 | 001840 | 001861 | 001871 | 001885 | 001900 | 001925 | 001950 | 001961 | 001970 | 001987 | 002014 |
| Einwohner | 481    | 650    | 557    | 583    | 524    | 428    | 433    | 505    | 452    | 395    | 341    | 436    |
| Häuser    | 85     | 100    |        |        | 95     | 94     | 91     | 89     | 90     |        | 88     |        |
| Quelle    | [ 21 ] | [ 22 ] | [ 24 ] | [ 26 ] | [ 29 ] | [ 31 ] | [ 33 ] | [ 34 ] | [ 14 ] | [ 35 ] | [ 36 ] | [ 1 ]  |

## Religion
Schornweisach ist Sitz der Pfarrei St. Roswinda, die seit der Reformation evangelisch-lutherisch ist.
In Schornweisach bestand bis 1877 eine jüdische Gemeinde. Ihre Entstehung geht in die Zeit des 16. Jahrhunderts zurück. An Einrichtungen hatte die jüdische Gemeinde eine Synagoge, eine Schule und einen Friedhof. Im Jahr 1877 wurde die Synagoge aufgegeben und verkauft. Sie wurde danach mehrfach umgebaut. Die Bausubstanz ist jedoch weitgehend erhalten geblieben (Standort: Ortsstraße 43).

## Persönlichkeiten
- Johann Georg Heinrich Feder (1740–1821), Philosoph
- Moritz Kühn (1855–1940), Obermedizinalrat, Bezirks- und Landgerichtsarzt